# Divisiones Regionales de la Región de Murcia 1988-89
Las divisiones regionales de fútbol son las categorías de competición futbolística de más bajo nivel en España, en las que participan deportistas aficionados, no profesionales. En la Región de Murcia su administración corre a cargo de las Real Federación de Fútbol de la Región de Murcia. Inmediatamente por encima de estas categorías estaba la Tercera División española.
En la temporada 1988-1989 las divisiones regionales se dividen en Regional Preferente, Primera Regional y Segunda Regional.
Para la temporada siguiente los equipos de la provincia de Alicante que jugaban en el grupo de tercera división con los equipos de la Región de Murcia, pasan al grupo VI y abandonan el grupo XIII. Esto deja muchas vacantes y los ascensos al grupo XIII de Tercera División son más de lo habitual.
Además, la Regional Preferente volverá a ser un grupo único la temporada siguiente por lo que también hay más descensos.

## Regional Preferente

### Clasificación Grupo 1
|  |     | Equipos de fútbol    | PJ | G  | E  | P  | GF | GC  | Dif | Pts |
|  | --- | -------------------- | -- | -- | -- | -- | -- | --- | --- | --- |
|  | 1.  | CD Algar             | 28 | 17 | 10 | 1  | 75 | 19  | +56 | 44  |
|  | 2.  | CD Alberca           | 28 | 14 | 10 | 4  | 62 | 30  | +32 | 38  |
|  | 3.  | La Unión Athlétic    | 28 | 15 | 6  | 7  | 61 | 39  | +22 | 36  |
|  | 4.  | AD Sangonera la Seca | 28 | 15 | 6  | 7  | 43 | 37  | +6  | 36  |
|  | 5.  | CD Los Garres        | 28 | 11 | 10 | 7  | 57 | 40  | +17 | 32  |
|  | 6.  | Sucina CF            | 28 | 12 | 8  | 8  | 55 | 43  | +12 | 32  |
|  | 7.  | AD San Miguel        | 28 | 12 | 6  | 10 | 32 | 24  | +8  | 30  |
|  | 8.  | Alcantarilla CF      | 28 | 13 | 3  | 12 | 47 | 38  | +9  | 29  |
|  | 9.  | Fuente Álamo CF      | 28 | 8  | 11 | 9  | 34 | 38  | -4  | 27  |
|  | 10. | Mazarrón CF          | 28 | 11 | 4  | 13 | 39 | 56  | -17 | 26  |
|  | 11. | Recreativo Patiño    | 28 | 8  | 10 | 10 | 49 | 39  | +10 | 26  |
|  | 12. | Deportiva Minera     | 28 | 9  | 5  | 14 | 36 | 41  | -5  | 23  |
|  | 13. | Algezares CF         | 28 | 9  | 4  | 15 | 37 | 46  | -9  | 22  |
|  | 14. | CF Javalí Nuevo      | 28 | 5  | 6  | 17 | 29 | 69  | -40 | 16  |
|  | 15. | Beniaján CF          | 28 | 1  | 1  | 26 | 15 | -97 | 1   |     |
|  | 16. | AD La Manga          | 0  | 0  | 0  | 0  | 0  | 0   | 0   | 0   |

Pts = Puntos; PJ = Partidos Jugados; G = Partidos Ganados; E = Partidos Empatados; P = Partidos Perdidos; GF = Goles Anotados; GC = Goles Recibidos
|  | Asciende a Tercera División  |
|  | Desciende a Primera Regional |

### Clasificación Grupo 2
|  |     | Equipos de fútbol         | PJ | G  | E  | P  | GF | GC | Dif | Pts |
|  | --- | ------------------------- | -- | -- | -- | -- | -- | -- | --- | --- |
|  | 1.  | Cehegín CF                | 30 | 18 | 8  | 4  | 69 | 32 | +37 | 44  |
|  | 2.  | Moratalla CF              | 30 | 16 | 7  | 7  | 47 | 23 | +24 | 39  |
|  | 3.  | Barinas CF                | 30 | 16 | 5  | 9  | 53 | 35 | +18 | 37  |
|  | 4.  | CD Cieza Promesas         | 30 | 15 | 6  | 9  | 45 | 28 | +17 | 36  |
|  | 5.  | Lorca Promesas CF         | 30 | 12 | 12 | 6  | 44 | 31 | +13 | 36  |
|  | 6.  | AD Fortuna                | 30 | 14 | 7  | 9  | 35 | 33 | +2  | 35  |
|  | 7.  | Muleño CF                 | 30 | 11 | 11 | 8  | 44 | 37 | +7  | 33  |
|  | 8.  | Jumilla CF                | 30 | 14 | 6  | 10 | 54 | 37 | +17 | 32  |
|  | 9.  | Archena CF                | 30 | 10 | 11 | 9  | 42 | 37 | +5  | 31  |
|  | 10. | Alguazas CF               | 30 | 11 | 8  | 11 | 40 | 41 | -1  | 30  |
|  | 11. | Caravaca CF               | 30 | 9  | 9  | 12 | 33 | 38 | -5  | 27  |
|  | 12. | Calasparra CF             | 30 | 5  | 15 | 10 | 33 | 45 | -12 | 25  |
|  | 13. | CD Bullense               | 30 | 6  | 11 | 13 | 31 | 45 | -14 | 23  |
|  | 14. | Atlético Cabezo de Torres | 30 | 3  | 11 | 16 | 33 | 56 | -23 | 17  |
|  | 15. | UD La Copa                | 30 | 5  | 7  | 18 | 21 | 55 | -34 | 17  |
|  | 16. | CF Albudeite              | 30 | 6  | 4  | 20 | 40 | 91 | -51 | 16  |

Pts = Puntos; PJ = Partidos Jugados; G = Partidos Ganados; E = Partidos Empatados; P = Partidos Perdidos; GF = Goles Anotados; GC = Goles Recibidos
|  | Asciende a Tercera División  |
|  | Desciende a Primera Regional |

## Primera Regional

### Clasificación
|  |     | Equipos de fútbol     | PJ | G  | E  | P  | GF | GC | Dif | Pts |
|  | --- | --------------------- | -- | -- | -- | -- | -- | -- | --- | --- |
|  | 1.  | CD Cuevas de Reyllo   | 28 | 18 | 6  | 4  | 67 | 25 | +42 | 42  |
|  | 2.  | CD Plus Ultra         | 28 | 15 | 11 | 2  | 56 | 23 | +33 | 41  |
|  | 3.  | AD Las Palas          | 28 | 17 | 5  | 6  | 56 | 27 | +29 | 39  |
|  | 4.  | CD Dolores de Pacheco | 28 | 15 | 9  | 4  | 56 | 30 | +26 | 39  |
|  | 5.  | CD Balsicas           | 28 | 15 | 6  | 7  | 70 | 29 | +41 | 36  |
|  | 6.  | CD Bala Azul          | 28 | 11 | 10 | 7  | 40 | 37 | +3  | 32  |
|  | 7.  | Cobatillas CF         | 28 | 13 | 3  | 12 | 48 | 44 | +4  | 29  |
|  | 8.  | CD Zeneta             | 28 | 11 | 4  | 13 | 34 | 46 | -12 | 26  |
|  | 9.  | Pinatar CF            | 28 | 8  | 8  | 12 | 34 | 44 | -10 | 24  |
|  | 10. | AD Los Alcázares      | 28 | 7  | 10 | 11 | 34 | 60 | -26 | 24  |
|  | 11. | Sangonera Atlético    | 28 | 9  | 4  | 15 | 54 | 56 | -2  | 22  |
|  | 12. | CD Juvenia            | 28 | 7  | 7  | 14 | 29 | 50 | -21 | 21  |
|  | 13. | Campos del Río CD     | 28 | 5  | 7  | 16 | 28 | 70 | -42 | 17  |
|  | 14. | Huracán CF            | 28 | 5  | 4  | 19 | 31 | 73 | -42 | 14  |
|  | 15. | Villanueva            | 0  | 0  | 0  | 0  | 0  | 0  | 0   | 0   |
|  | 16. | Jumilla Atlético      | 0  | 0  | 0  | 0  | 0  | 0  | 0   | 0   |

Pts = Puntos; PJ = Partidos Jugados; G = Partidos Ganados; E = Partidos Empatados; P = Partidos Perdidos; GF = Goles Anotados; GC = Goles Recibidos
|  | Asciende a Regional Preferente |

## Segunda Regional

### Clasificación
|  |     | Equipos de fútbol      | PJ | G  | E | P  | GF | GC | Dif | Pts |
|  | --- | ---------------------- | -- | -- | - | -- | -- | -- | --- | --- |
|  | 1.  | CN Teleser             | 18 | 10 | 4 | 4  | 34 | 26 | +8  | 24  |
|  | 2.  | Veteranos Fuente Álamo | 18 | 9  | 5 | 4  | 35 | 18 | +17 | 23  |
|  | 3.  | Blanca CF              | 18 | 9  | 4 | 5  | 21 | 20 | +1  | 22  |
|  | 4.  | CD El Esparragal       | 18 | 7  | 7 | 4  | 27 | 21 | +6  | 21  |
|  | 5.  | CD Puebla de Soto      | 18 | 7  | 7 | 4  | 36 | 25 | +11 | 21  |
|  | 6.  | AD Albujón             | 18 | 6  | 4 | 8  | 25 | 22 | +3  | 16  |
|  | 7.  | El Mirador CF          | 18 | 6  | 4 | 8  | 38 | 39 | -1  | 16  |
|  | 8.  | Abanilla               | 18 | 4  | 8 | 6  | 26 | -1 | 14  |     |
|  | 9.  | Algaida                | 18 | 3  | 7 | 8  | 20 | 32 | -12 | 13  |
|  | 10. | El Raal                | 18 | 2  | 4 | 12 | 18 | 50 | -32 | 4   |

Pts = Puntos; PJ = Partidos Jugados; G = Partidos Ganados; E = Partidos Empatados; P = Partidos Perdidos; GF = Goles Anotados; GC = Goles Recibidos
|  | Asciende a Primera Regional |